# Nyhamn (Skellefteå)
Nyhamn is een plaats in de gemeente Skellefteå in het landschap Västerbotten en de provincie Västerbottens län in Zweden. De plaats heeft 119 inwoners (2005) en een oppervlakte van 14 hectare. De plaats ligt op een schiereiland op de plaats waar de rivier de Skellefte älv uitmondt in de Botnische Golf. Aan de overzijde van het water direct tegenover de plaats ligt de grotere plaats Ursviken er is echter geen directe brugverbinding tussen beide plaatsen.